# Jean-Baptiste Tranchart
Jean-Baptiste Tranchart est un homme politique français né le 15 août 1797 à Rethel (Ardennes) et mort le 13 novembre 1864 à Vouziers (Ardennes).

## Biographie
Substitut, puis président du tribunal de première instance de Vouziers, il est député des Ardennes de 1848 à 1849, siégeant à droite.

## Sources
- « Jean-Baptiste Tranchart », dans Adolphe Robert et Gaston Cougny, Dictionnaire des parlementaires français, Edgar Bourloton, 1889-1891 [détail de l’édition]